# M99B / M06
M99B/M06 — китайская крупнокалиберная снайперская винтовка, модификация винтовки M99, выполненная по схеме буллпап. Разработан компанией NORINCO 

## Описание
Для стрельбы из M99B применяются винтовочные патроны калибра 12,7×108 мм (M99B-I, M06) или 12,7×99 мм (M99B-II). Технически представляет собой винтовку с газоотводным механизмом автоматики.
M99B комплектуется оптическим прицелом. Кучность — порядка 2 угловых минут.